# فيضانات السودان 2018
فيضانات السودان عام 2018 والتي امتدت من يوليو إلى نوفمبر 2018 حيث شهد السودان فيضانات واسعة النطاق بسبب هطول الأمطار الغزيرة. وكانت ولايات كسلا وغرب كردفان والخرطوم الأكثر تضرراً. وبحلول 16 أغسطس / آب ، قُتل ما لا يقل عن 23 شخصًا وجُرح أكثر من 60 شخصًا. أما بحلول 5 نوفمبر / تشرين الثاني، تم تدمير أكثر من 19640 منزلًا ، وتضرر ما يقدر بـ 222.275 شخصًا جراء هذه الفيضانات.